# Antiinflamatoare steroidiene
Antiinflamatoare steroidiene reprezintă o grupă de antiinflamatoare din care fac parte hormoni steroidieni (glucocorticoizi și mineralocorticoizi) atât fiziologici - secretați de glandele suprarenale cât și de sinteză.